# Joaquín Ruiz Llorente
Joaquín Ruiz Llorente (Madrid, 12 de enero de 1959) es un deportista español que compitió en judo. Ganó una medalla en el Campeonato Mundial de Judo de 1984, y tres medallas en el Campeonato Europeo de Judo entre los años 1984 y 1992.
Participó en tres Juegos Olímpicos de Verano entre los años 1984 y 1992, su mejor actuación fue un séptimo puesto logrado en Seúl 1988 en la categoría de –71 kg.

## Palmarés internacional
| Campeonato Mundial | Campeonato Mundial | Campeonato Mundial | Campeonato Mundial |
| Año                | Lugar              | Medalla            | Categoría          |
| ------------------ | ------------------ | ------------------ | ------------------ |
| 1991               | Barcelona (España) | Medalla de plata   | –71 kg             |
| Campeonato Europeo |                    |                    |                    |
| Año                | Lugar              | Medalla            | Categoría          |
| 1984               | Lieja (Bélgica)    | Medalla de bronce  | –71 kg             |
| 1988               | Pamplona (España)  | Medalla de oro     | –71 kg             |
| 1992               | París (Francia)    | Medalla de bronce  | –71 kg             |

## Premios, reconocimientos y distinciones
- Medalla de Plata de la Real Orden del Mérito Deportivo, otorgada por el Consejo Superior de Deportes (1994)[3]